# Поликозанол
Поликозанол — общий термин для смеси длинноцепных спиртов, выделенных из растительных восков. Входит в состав ряда пищевых добавок.
Впервые был произведен на Кубе в начале 1990-х. Пищевые добавки с поликозанолом были разрешены к применению более чем в 25 странах, в основном Южной Америки и карибского региона.
Существуют сомнения в эффективности данной добавки, в исследованиях были получены противоречивые результаты.

## Физические свойства
Поликозанол представляет собой смесь нескольких жирных спиртов, полученных из пчелиного воска, а также из воска таких растений, как сахарный тростник и ямс. В поликозаноле больше всего спирта октакозанола (масло зародышей пшеницы). За ним по процентному содержанию следует триаконтанол.
В гораздо более низкой концентрации в поликозаноле содержится ряд других жирных спиртов: бегениловый спирт, лигноцериловый спирт (CH3(CH2)23OH), цериловый спирт (C26H53OH), 1-гептакозанол , 1-нонакозанол, 1-дотриакозанол и тетратриаконтанол.

## Исследования эффективности
Согласно мета-анализу ряда исследований эффективность поликозанола статистически не отличается от плацебо при попытках его использовании для снижения уровня «плохого» холестерина (холестерина низкой плотности) и повышения «хорошего» холестерина (липопротеинов высокой плотности (ЛПВП, ЛВП)), а также для предотвращения атеросклероза.
Неэффективность данной добавки, была показана в нескольких исследованиях, в ряде случаев были получены противоречивые результаты
В частности, результаты исследования 2006 года показывают, что у пациентов с гиперхолестеринемией или комбинированной гиперлипидемией, поликозанол в обычных и высоких дозах не более эффективен, чем плацебо. Некоторые исследования, проведенные также не обнаружили каких-либо позитивных эффектов
Существует мнение, что положительные результаты были получены лишь в исследованиях проводившихся на территории Кубы группой Dalmer Laboratories, которая связана с Center for Scientific Research (производителем средства). Ряд их результатов не смогли повторить другие группы.

### Сравнение с препаратами статинов
В обзоре 2002 года, посвященному сравнению эффективности поликозанола с препаратами статинов для снижении уровня липопротеинов низкой плотности, было установлено, что поликозанол по своему эффекту близок к низким и средним дозам ранних статинов.
В 2003 году поликозанол сравнивался кубинскими учеными с аторвастатином на группе из 75 пациентов.
В еще одном исследовании кубинских ученых 2003 года на группе в 40 человек было показано, что прием поликозанола в течение 8 недель был менее эффективным, чем аналогичные дозы аторвастатина в снижении холестерина ЛПНП и общего холестерина у больных с дислипидемией вследствие сахарного диабета 2 типа, но более эффективным в повышении ЛПВП. Оба препарата продемонстрировали сокращение соотношения общего холестерина и ЛПВП и триглицеридов. Поликозанол показал дополнительные преимущества в отношении ингибирования агрегации тромбоцитов.

### Сравнение с растительными стеринами и станолами
По результатам мета-анализа 52 публикаций группа ученых из США пришла к выводу о безопасности и хорошей переносимости растительных стеринов, станолов и поликозанола. Также они обнаружили, что поликозанол более эффективен, чем растительные стерины и станолы для снижения уровня ЛПНП и более благоприятно изменяет липидный профиль, приближаясь по эффективности к уровню гиполипидемических препаратов.

## Механизм действия
- Гиполипидемический эффект достигается за счет подавления синтеза холестерина в момент между образованием ацетата и мевалоната и стимуляции распада холестерина ЛПНП в гепатоцитах путём активации липаз.[15][16][17][18]
- Вазопротекторный эффект обеспечивается за счет повышения уровня «защитного» холестерина ЛПВП. Также поликозанол препятствует окислению холестерина ЛПНП.[16][19][20][21]
- Антитромбоцитарный эффект достигается, по мнению создателей препарата, за счет предотвращения агрегации тромбоцитов путём воздействия на синтез простагландинов (поликозанол снижает уровень в сыворотке тромбоксана A2 и повышает уровень простациклина) и снижения риска тромбообразования. При этом поликозанол не влияет на показатели коагуляции.[16][22][23][24]